# Institut Krista Kralja Velikog Svećenika
Institut Krista Kralja Velikog Svećenika, lat. Institutum Christi Regis Summi Sacerdotis, skraćeno ICRSS ili ICKSP, je družba apostolskog života papinskog prava u zajedništvu sa Svetom Stolicom.

## Rasprostranjenost
Institut djeluje u Italiji, Francuskoj, Španjolskoj, Belgiji, Njemačkoj, Švicarskoj, Austriji, Ujedinjenom Kraljevstvu, Irskoj, Švedskoj, Sjedinjenim Američkim Državama, Japanu, te ima misije u Gabonu i Mauricijusu.
Međunarodno sjemenište Instituta nalazi se u mjestu Sieci-Gricigliano, u pokrajni Firenza.
Na dan 31. prosinca 2021. godine, institut broji 266 članova (od kojih je 139 svećenika) raspostranjenih u 52 kuće.

## Organizacija

### Superiori instituta
- mons. Gilles Wach, osnivač i generali prior
- don Philippe Mora, koosnivač i rektor sjemeništa u Griciglianu
- mons. Rudolf Michael Schmitz, generalni vikar

### Ženski ogranak
U institutu postoji ženski ogranak Klanjateljica Kraljevskog Srca Isusa Krista Velikog Svećenika. Ogranak je osnovan u lipnju 2004. od strane kardinala Ennija Antonellija, tadašnjeg nadbiskupa Firence.

### Laički ogranak
Institut takodjer ima laičku organizaciju Društva Presvetog Srca Isusova.

## Korsko odijelo
Institut ima vlastito korsko odijelo, usvojeno 2006. godine, koju su dobili od kardinala Ennia Antonellija, nadbiskupa Firence. Sastoji se od rokete, mocete, križa sv. Franje Saleškog na plavo-bijeloj vrpci, te bireta s plavim cofom.